# Huis van de prins van Napels

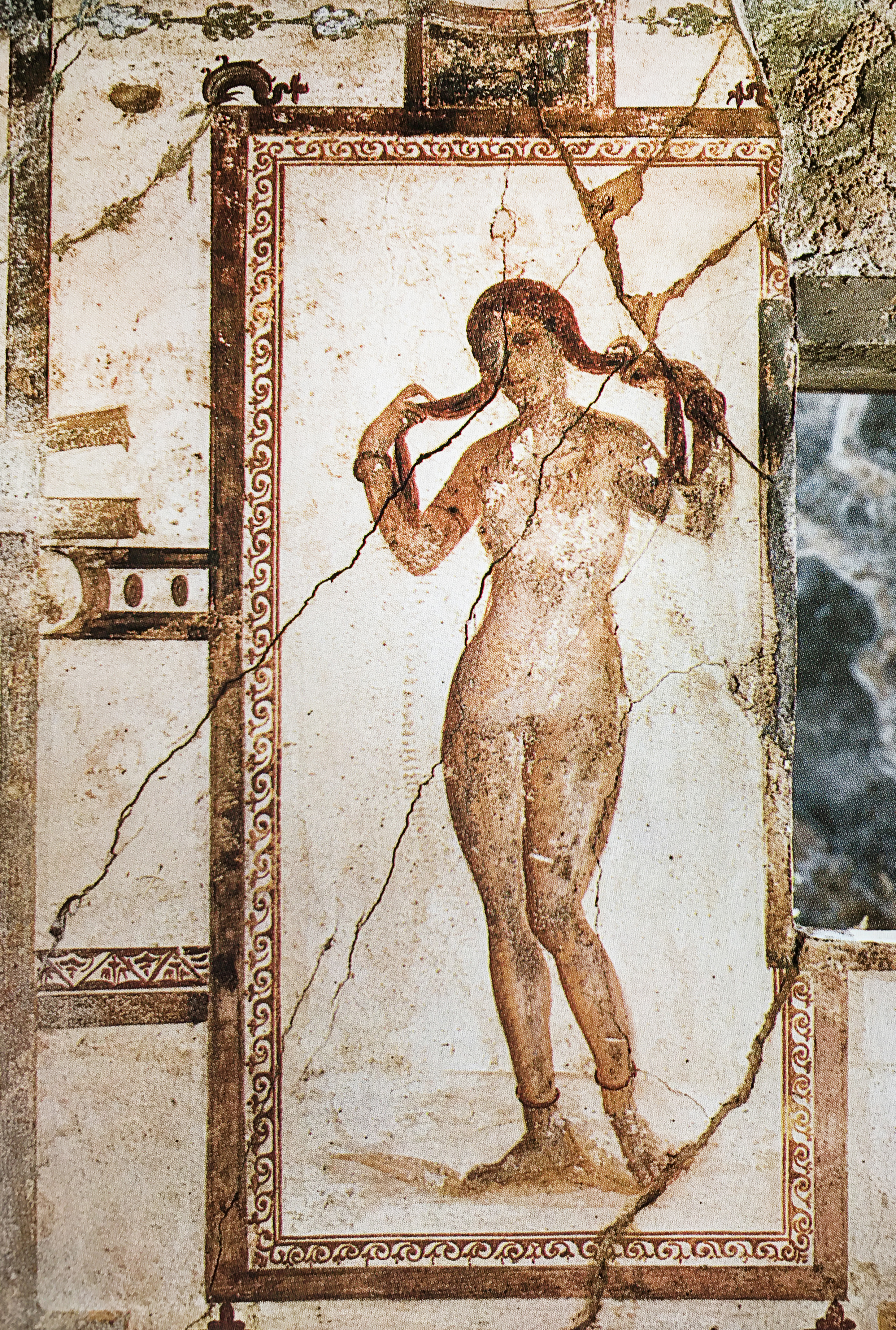
Fresco van Venus in de exedra

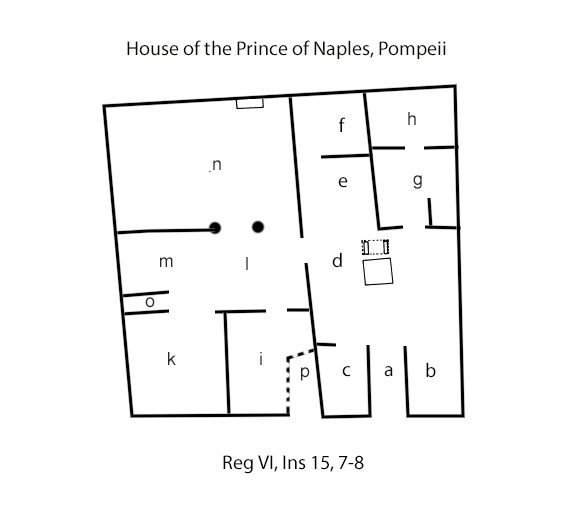
Grondplan

Het Huis van de Prins van Napels (Italiaans: Casa del Principe di Napoli) is een voormalige private woning en archeologische site in de stad Pompeï. Het ging om een luxueus woonhuis.

## Beschrijving
Het huis ligt in sectie VI, huizenblok 15 (VI 15,7/8) Het huis was ontstaan door het samenvoegen van twee woningen en had daardoor een onregelmatige vorm.
Het huis had muurschilderingen in het atrium die al 150 jaar oud waren op het moment van de uitbarsting. In het atrium stond een marmeren monopodium, een tafel met een poot die tegen een muur staat. Dit exemplaar had een gebeeldhouwde voorstelling van de god Bacchus als zuigeling gedragen door Silenus. Hierop konden waardevolle objecten worden uitgestald. Verder was er in het atrium nabij het impluvium een tafel met leeuwenpoten onderaan. Rond de tuin waren rijkelijk ingerichte kamers. De exedra had een fresco met levensgrote voorstellingen van Bacchus en Venus, geschilderd in de vierde Pompeïaanse stijl. De vloer van het triclinium was in het midden versierd met gekleurd marmer. In de tuin stond een lararium in de vorm van een tempel (aedicula), waarbinnen in een nis een klein draagbaar altaar was gestald.

## Archeologie
Het huis werd opgegraven in 1896-1897. De prins van Napels was aanwezig bij een opgraving in 1898 in het huis en het huis kreeg zo zijn moderne naam.

## Afbeeldingen

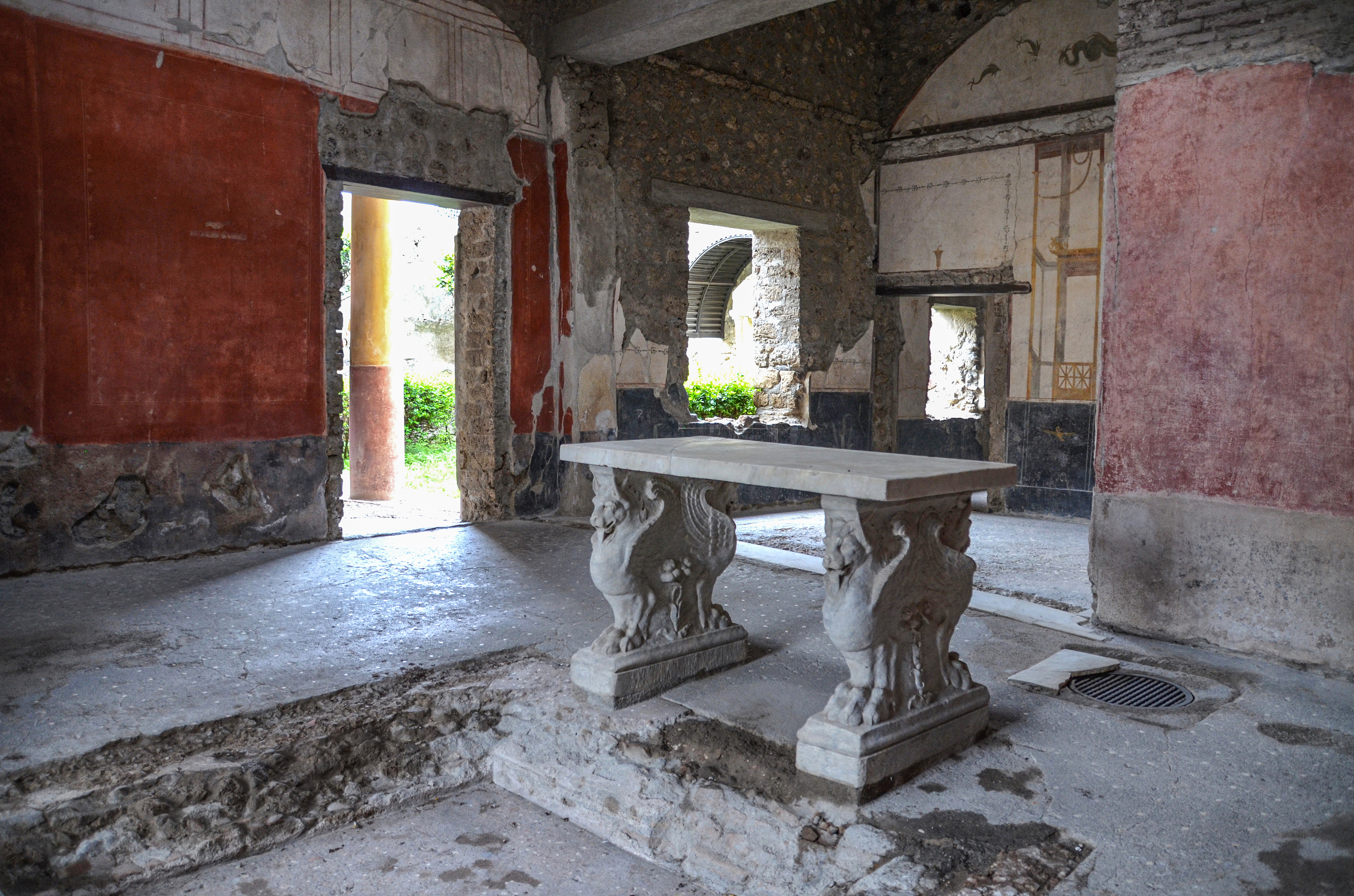
Het atrium
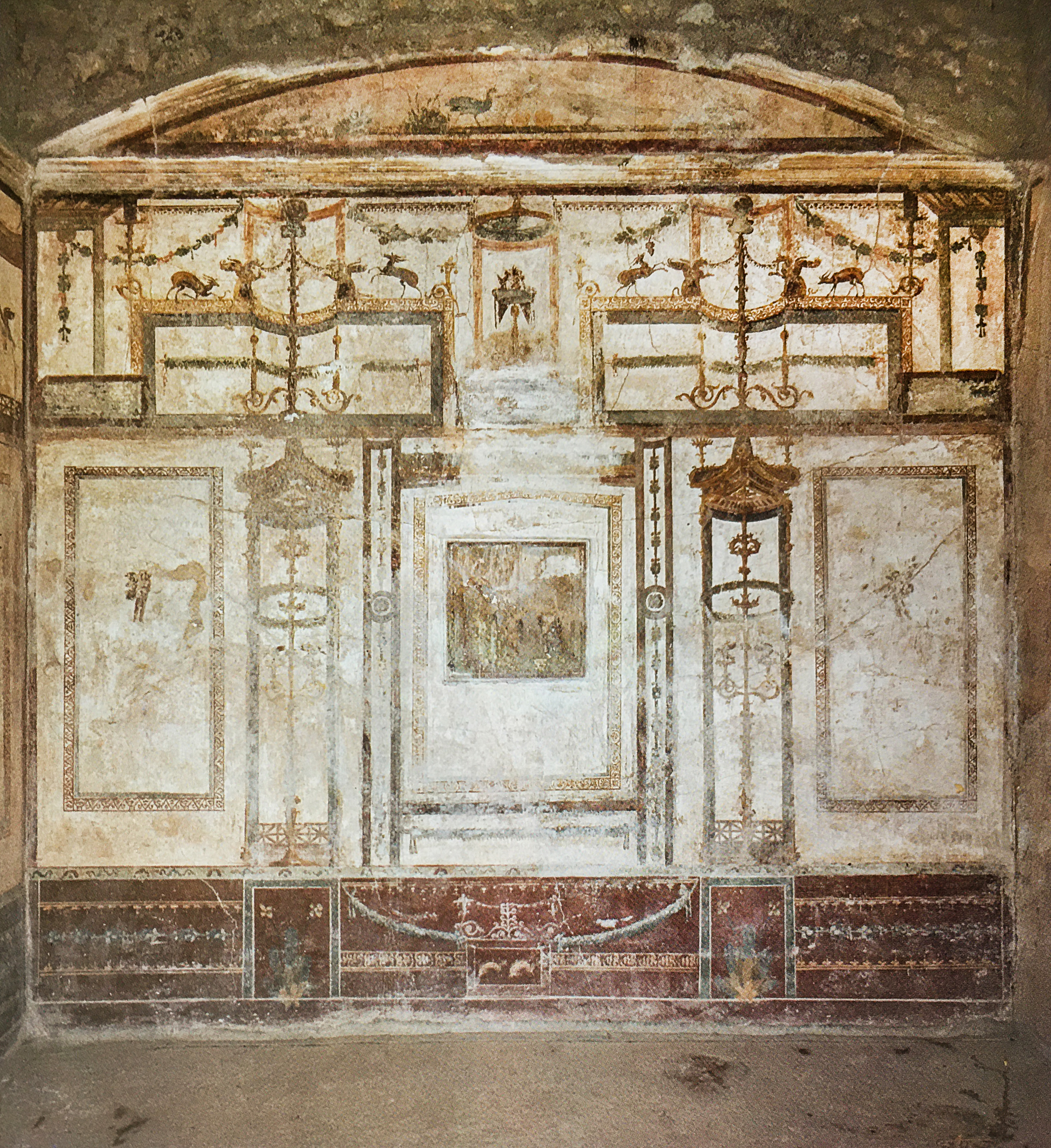
Oostelijke muur van het triclinium in de vierde Pompeïaanse stijl
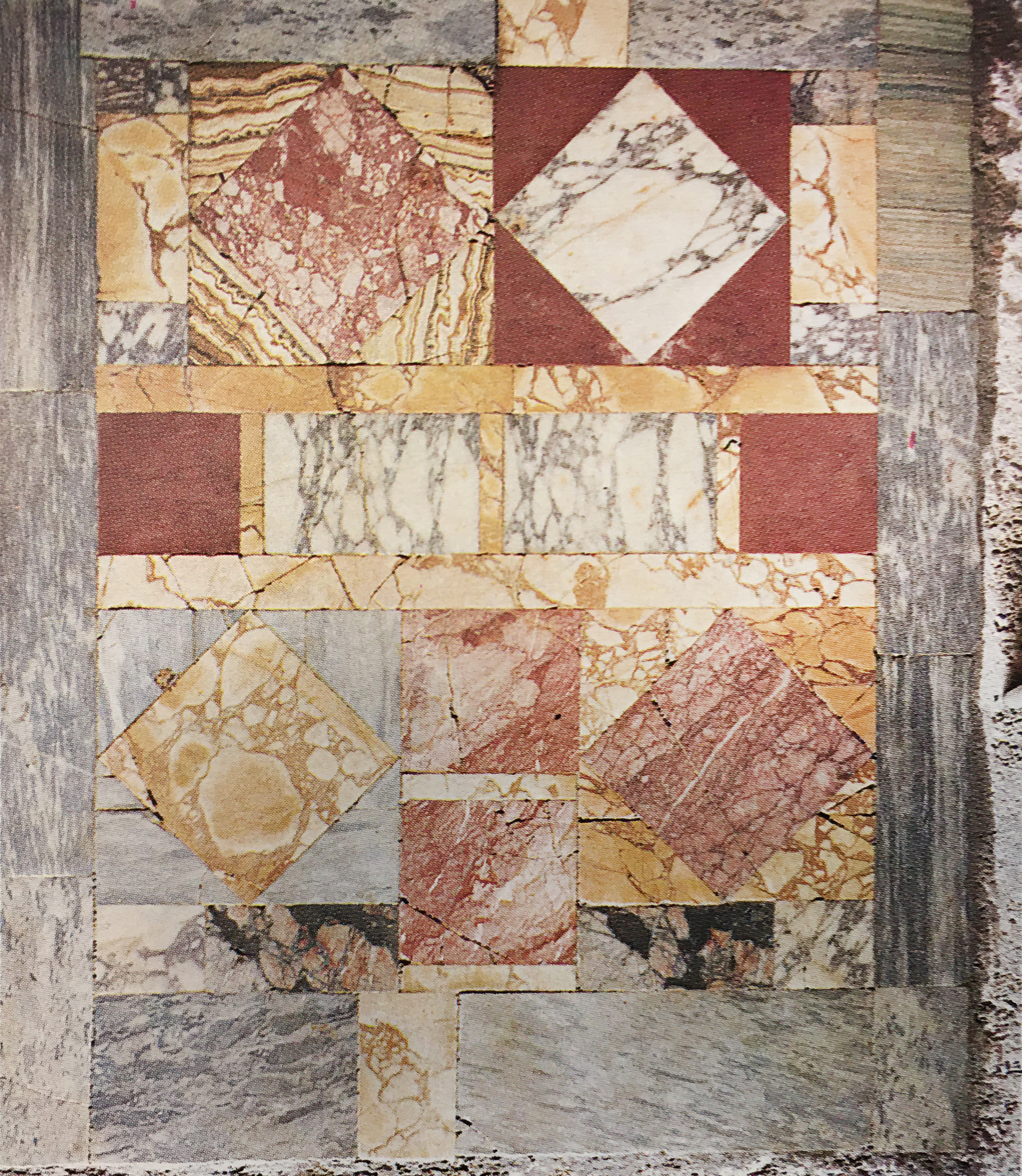
Marmeren vloer van het triclinium
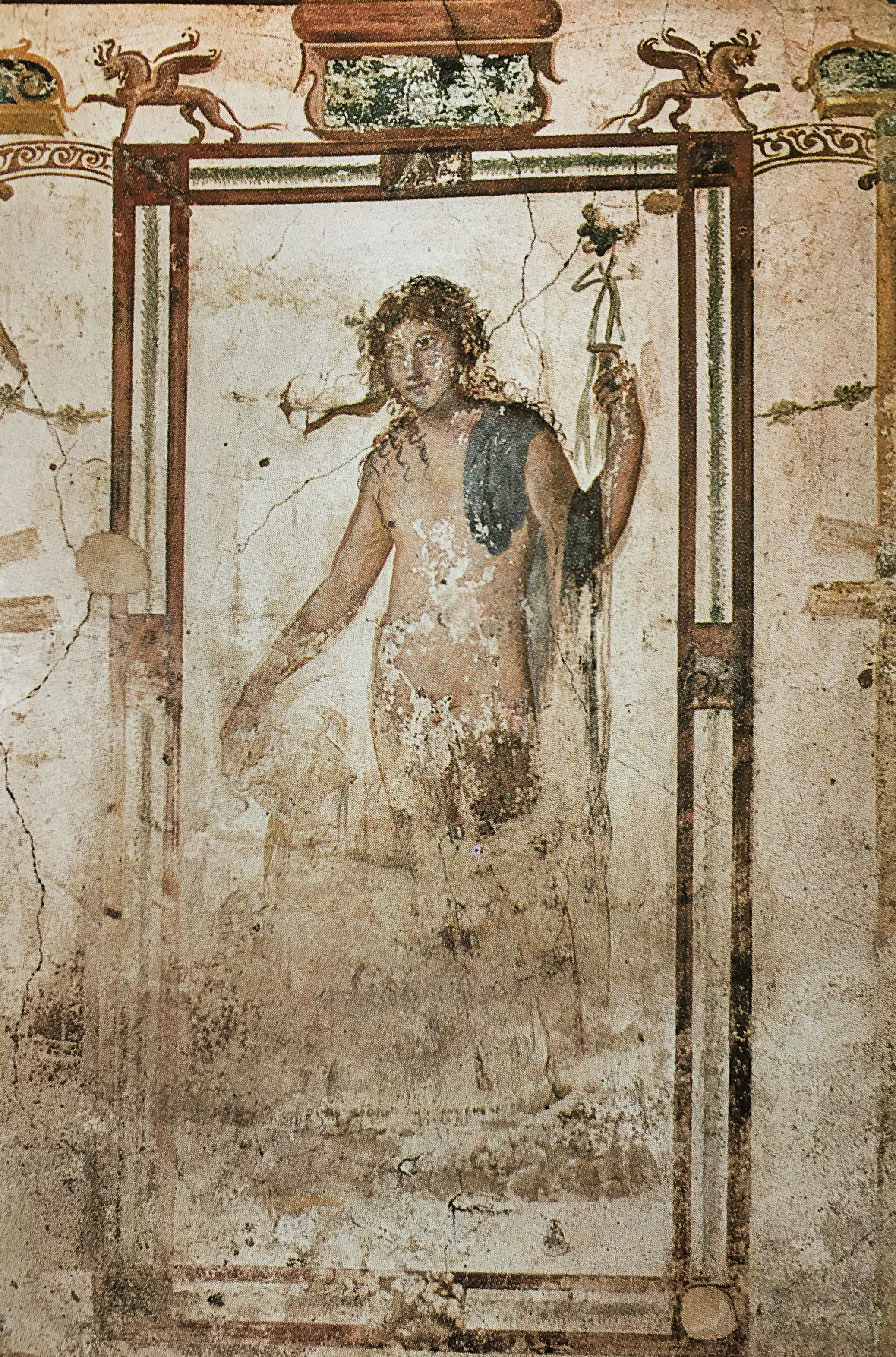
Fresco met de afbeelding van Bacchus in de exedra
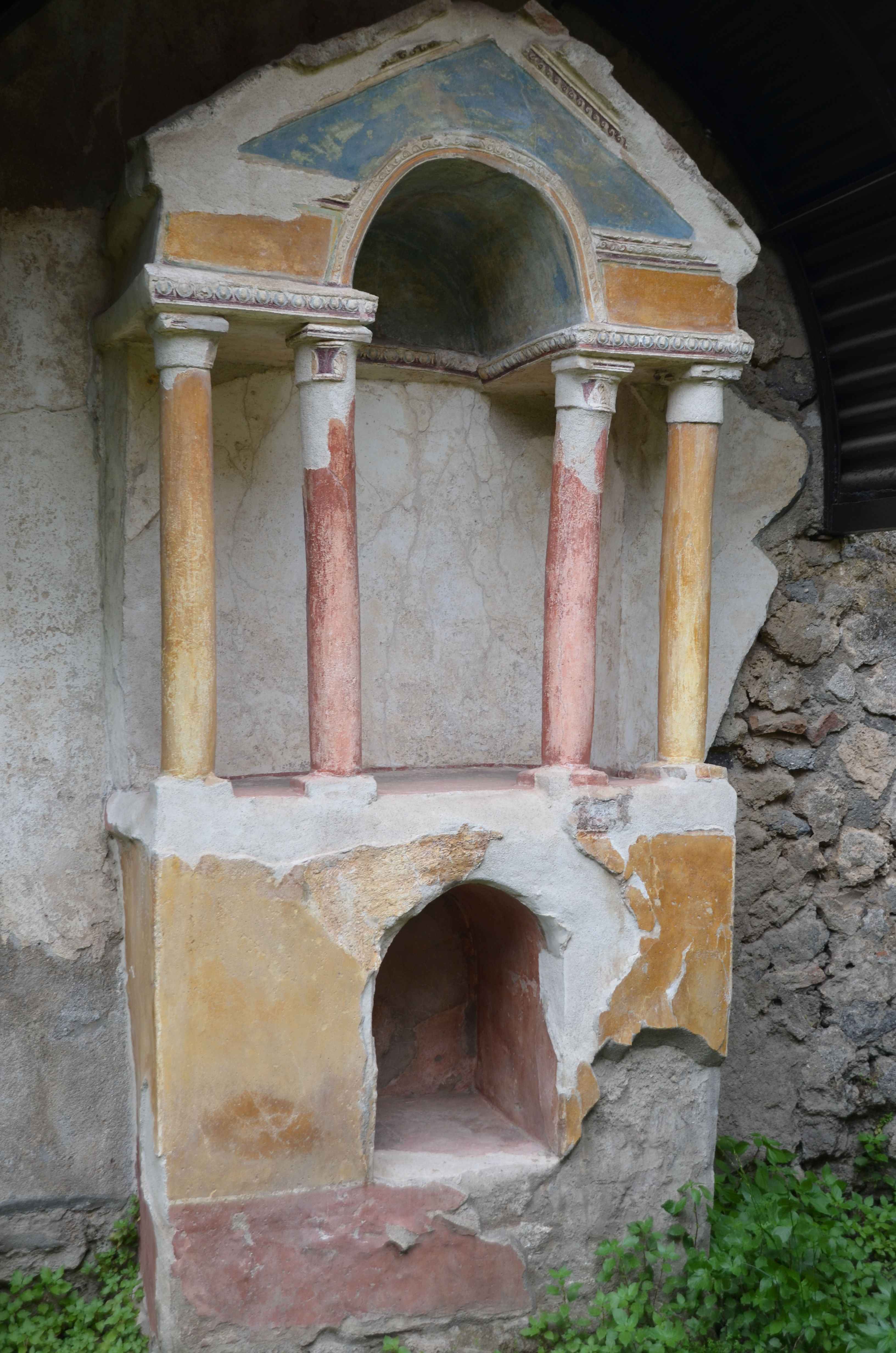
Lararium in de tuin

- Virtual International Authority File: 235942174